# Weiwang 407 EV
Weiwang 407 EV — малотоннажный грузовой электромобиль, выпускаемый с июня 2018 года подразделением Weiwang компании BAIC Group.

## Описание
Weiwang 407 EV оснащён аккумулятором ёмкостью 43,5 кВт⋅ч, обеспечивающим запас хода 220 км по циклу NEDC. Поддерживается зарядка постоянным током. Для зарядки до 80% требуется 30 минут.
Масса аккумулятора составляет 389 кг, а плотность энергии — 115,54 Вт·ч/кг. Силовая установка Weiwang 407 EV состоит из двух электродвигателей, расположенных спереди и сзади. Мощность переднего электродвигателя составляет 62 кВт (83 л. с.), а заднего — 30 кВт (41 л. с.). Крутящий момент переднего электродвигателя составляет 220 Н·м, а заднего — 105 Н·м. Максимальная скорость Weiwang 407 EV составляет 80 км/ч, объём грузового отсека — 4,5 м3, грузоподъёмность — 880 кг, а масса — 2410 кг.
Ценовой диапазон варьируется от 109 800 юаней (с учётом государственных льгот — от 78 900 юаней).

## Галерея

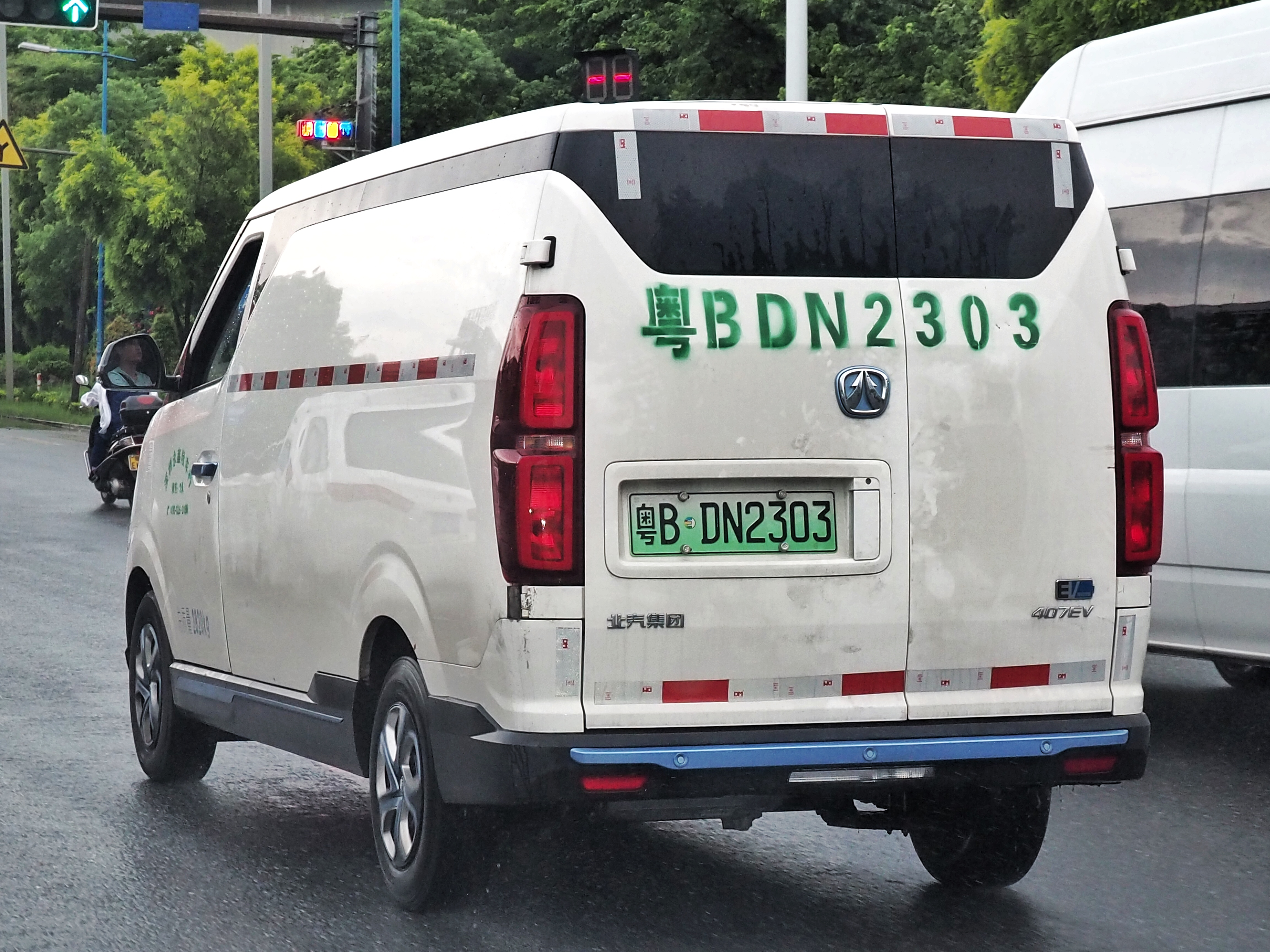
Вид сзади
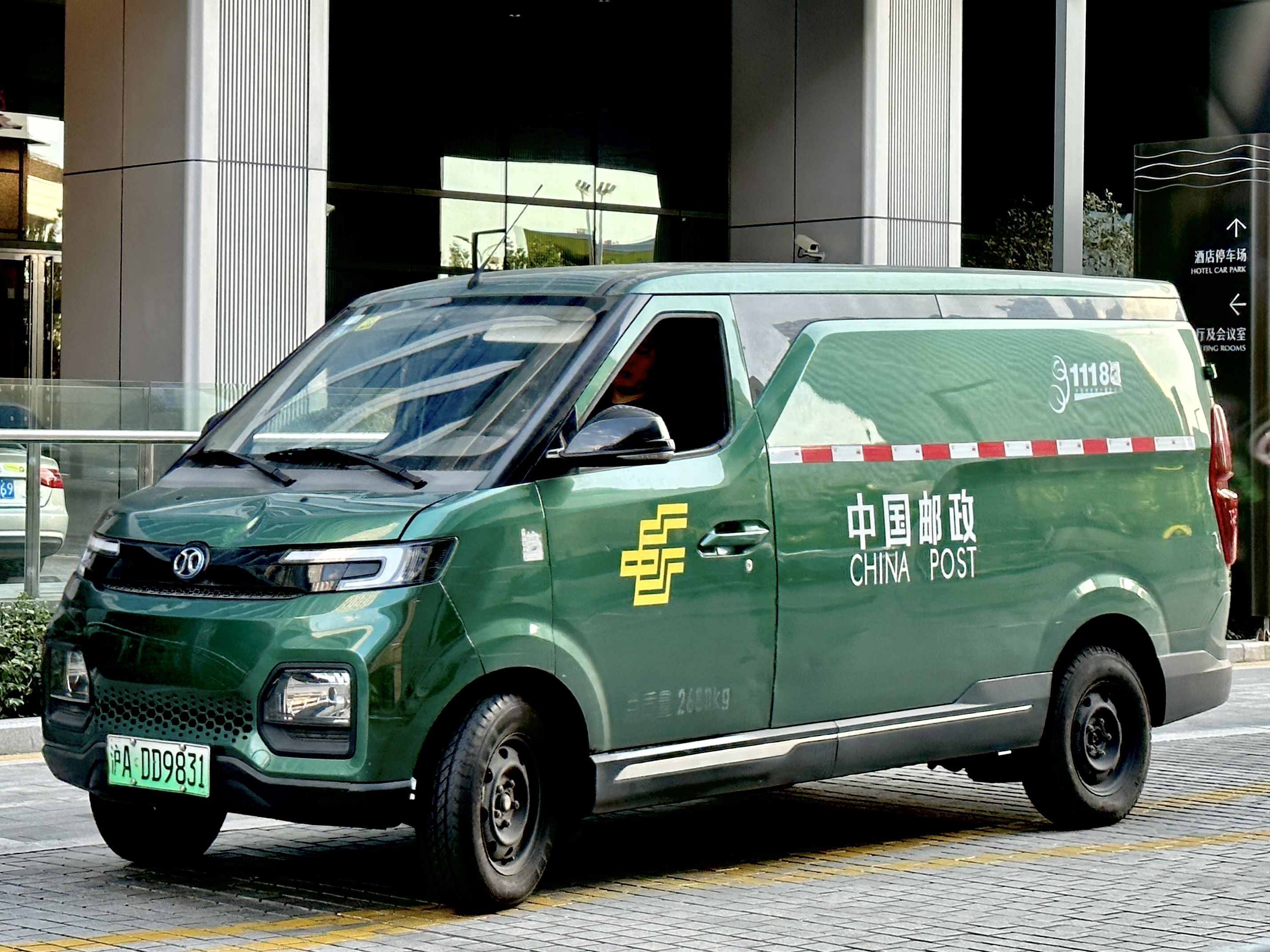
Вид спереди